# Lincoln Park (Chicago)
Lincoln Park is een stadspark in Chicago dat 4,9 km² beslaat en gelegen is langs het Michiganmeer ten noorden van het zakencentrum. Het park wordt jaarlijks door 20 miljoen mensen bezocht en is daarmee na Central Park in New York het meest bezochte park in de Verenigde Staten.
Lincoln Park werd in 1860 aangelegd als Lake Park op de locatie van een oude begraafplaats voor slachtoffers van cholera en de pokken. Na de moord op president Abraham Lincoln in 1865 werd de naam ter ere van hem in Lincoln Park veranderd. In de loop der jaren werd het park meermalen uitgebreid en voorzien van verscheidene monumenten. Van 1895 tot 1903 stond het Ferris Wheel in het park opgesteld.
Tegenwoordig zijn er sportvelden, musea en een dierentuin (Lincoln Park Zoo). Tevens bevinden zich in het park de botanische broeikas Lincoln Park Conservatory en een botanische tuin. Langs het Michiganmeer liggen jachthavens en stranden.